# 黃金黎明協會
黃金黎明協會（拉丁語：Ordo Hermeticus Aurorae Aureae），其他的中文翻譯名稱還有：赫密斯派黃金黎明協會、金色曙光協會、金色黎明、金晨結社等等，是1888年在倫敦由一群神秘主義人士所建立的秘密組織。结合經典元素、塔罗牌、占星術、赫密斯卡巴拉秘教與神秘主義傳統，在西方神秘学有着重要地位。
這個協會的三名創辦人，威廉·羅伯特·伍德曼、威廉·偉恩·威斯考特、麥克逵格·馬瑟斯是共濟會和英吉利玫瑰十字會的成員。
著名會員有推廣塔羅牌偉特體系的愛德華·偉特。
黃金黎明系統的階級和入門類似於加入共濟會會所，不過女性的地位等同於男性。「黃金黎明」是三個協會當中的第一個，不過三個協會也常被總稱為「黃金黎明」。
第一協會教授赫密斯卡巴拉的知識，以及學習和體悟四元素、占星術、塔羅牌和探地术帶來的個人成長。
第二协会（或内部协会）名为红玫瑰和金十字教团，教授魔法，包括占卜、星际旅行和炼金术。
第三协会则是技艺高超的秘密首领，据说会与第二协会的首领进行精神交流，并指挥第一和第二协会。